# Adriana Caselotti
Adriana Elena Loretta Caselotti (n. 6 mai 1916, Bridgeport, Connecticut, SUA – d. 18 ianuarie 1997, Los Angeles, California, SUA) a fost o actriță și cântăreață americană. Caselotti a asigurat vocea personajului principal în filmul Albă ca Zăpada și cei șapte pitici (1937), primul lungmetraj de animație produs în Statele Unite. În 1994 a fost numită Legendă Disney, devenind prima actriță de voce onorată astfel.

## Copilărie
Adriana Caselotti s-a născut în Bridgeport, Connecticut, într-o familie italo-americană. Tatăl ei, Guido Luigi Emanuele Caselotti, imigrant din Udine, a lucrat ca profesor de muzică și instructor vocal, și a fost organist la Holy Rosary Church; mama ei, Maria Josephine, născută Orefice, din Casavatore, a fost cântăreață la Opera din Roma. Sora ei mai mare, Louise, cânta operă și dădea lecții de canto - Maria Callas a fost una dintre elevele ei. 
Când Caselotti avea șapte ani, familia ei a plecat din Connecticut în Italia, în timp ce mama ei era în turneu cu o companie de operă. Caselotti a fost educată și internată la mănăstirea San Getulio, lângă Roma. Când familia ei s-a întors la New York, trei ani mai târziu, Caselotti a învățat din nou limba engleză și a studiat canto cu tatăl ei. În 1934, Caselotti a urmat cursurile liceului Hollywood High, unde a cântat în clubul Glee al fetelor din clasele terminale, și a avut un rol principal în musicalul anual al școlii, The Belle of New York.

## Carieră
În 1935, după o scurtă perioadă în care a fost coristă și cântăreață la studiourile MGM, Walt Disney a angajat-o pe Caselotti ca vocea eroinei Albă ca Zăpada. A fost plătită în total 970 de dolari pentru a lucra la film (echivalentul a 20.559 de dolari în 2023). Nu a fost creditată pentru rol, și ulterior a avut probleme în a găsi noi oportunități. Umoristul Jack Benny a menționat în mod specific că i-a cerut lui Walt Disney permisiunea de a o folosi în emisiunea sa radio, și i s-a răspuns: „Îmi pare rău, dar vocea aceea nu poate fi folosită nicăieri. Nu vreau să stârpesc iluzia Albei ca Zăpada”. Caselotti a mai avut câteva slujbe în industria cinematografică. Cele mai cunoscute două au fost roluri necreditate în filmele Vrăjitorul din Oz (1939) al MGM, și O viață minunată (1946) de Frank Capra.

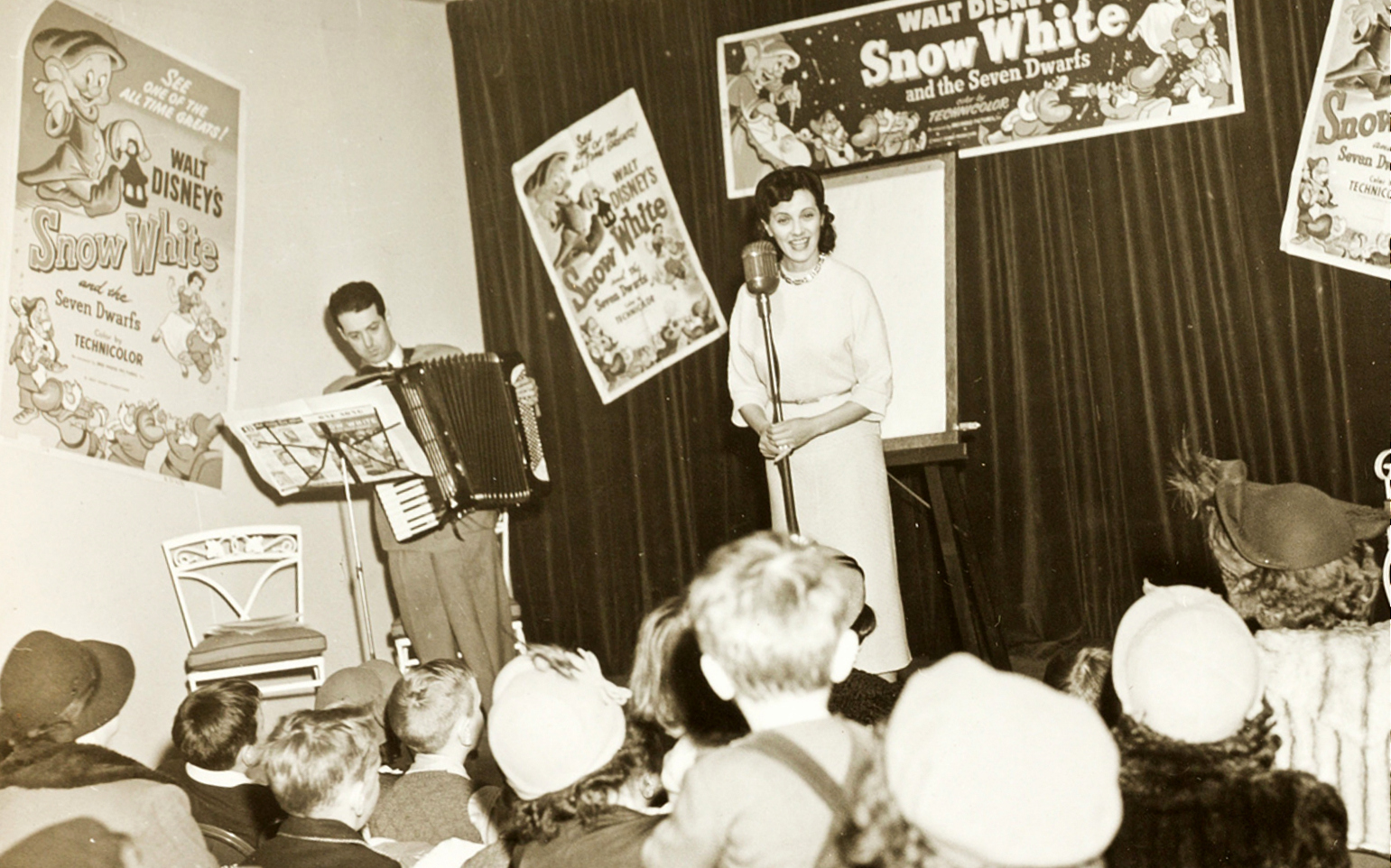
Adriana Caselotti în timpul unui turneu promoțional, 1946

Adriana Caselotti a apărut în mai multe spoturi promoționale pentru Albă ca Zăpada și cei șapte pitici, și a semnat suveniruri în timpul evenimentelor de profil. La 22 noiembrie 1972 (Ziua Recunoștinței), ea a fost invitată într-un episod al emisiunii The Julie Andrews Hour care celebra muzica lui Walt Disney, cântând „I'm Wishing” și „Some Day My Prince Will Come” cu Julie Andrews. De asemenea, a fost invitată în emisiunea sindicalizată The Mike Douglas Show. A fost autoarea unei cărți despre tehnici vocale, intitulată Do You Like to Sing?.
Mai târziu în viață, ea a vândut autografe și a cântat operă, interpretând inclusiv Rigoletto. La începutul anilor 1990, când Grota Albei ca Zăpada de la Disneyland a fost renovată, Caselotti, la vârsta de 75 de ani, a reînregistrat „I'm Wishing” pentru expoziția Snow White Wishing Well. În 1994, ea a fost numită Legendă Disney.

## Filmografie selectivă
- Albă ca Zăpada și cei șapte pitici (1937)
- Vrăjitorul din Oz (1939)
- O viață minunată (1946)